# Олег Саленко
Олег Анатолевич Саленко (на руски: Оле́г Анато́льевич Сале́нко) е съветски, руски и украински футболист, нападател.
Заедно с Христо Стоичков е голмайстор на Мондиал 1994 с 6 попадения. Саленко е единственият футболист, вкарал 5 гола в 1 мач на световни финали. Това става в мач срещу Камерун.
Той е първият треньор на националния отбор на Украйна по плажен футбол през 2002 г.

## Кариера
Започва кариерата си в Зенит, под ръководството на Павел Садирин. В началото на 1989 участва на световното първенство за младежи и става голмайстор с 5 гола. Това довежда до трансфер в Динамо Киев, като Олег става първият футболист в СССР, за когото се плаща трансферна сума (36 000 рубли). Той успява да стане един от лидерите в състава на Валерий Лобановски. През 1992 Саленко получава оферта от Тотнъм Хотспър, но оттам не му издават работна виза. В крайна сметка Саленко подсилва испанския Логронес, като също така дебютира и за националния отбор на Украйна в мач срещу Унгария. Нападателят помага на Логронес да остане в Примиера. През сезон 1993/94 вкарва 16 попадения и става голмайстор на отбора. Повикан е от Садирин в националния отбор на Русия. Участва на Мондиал 1994, като влиза в историята на световните първенства с петте си попадения срещу Камерун. След края на мача той и Дмитрий Радченко са повикани за допинг проба, мъчейки се 2 часа да дадат пробата. След идването на Олег Романцев начело на Русия, Саленко никога повече не е повикан в състава. След световното Олег продължава кариерата си във Валенсия, където е купен за 200 млн. песети (3,5 млн. долара). В първите 4 кръга вкарва 3 гола, а в атаката си партнира с Любослав Пенев, Ромарио и Предраг Миятович. В 1/8-финала за купата Олег вкарва 2 гола на Реал Мадрид и класира Валенсия напред. В крайна сметка отборът не печели място в евротурнирите и Саленко решава да напусне. През 1995 отива в шотландския Глазгоу Рейнджърс. Кариерата му тръгва надолу, тъй като играчът не може да се приспособи към шотландския футбол, а и получава травма в коляното. През лятото на 1996 се подлага на операция. След това преминава в Истанбулспор. В първия си сезон става водещ голмайстор в турския тим, но травмата му в коляното се влошава и през следващите 2 сезона той почти не играе. През 1999 играе за кратко в Кордоба, но успява да запише само 3 срещи. Завършва кариерата си в състава на Погон (Шчечин).